# Bridget (film)
Pour les articles homonymes, voir Bridget.
Pour plus de détails, voir Fiche technique et Distribution.
Bridget est un film français réalisé par Amos Kollek, sorti en 2002.

## Synopsis
Une femme alcoolique tente de retrouver la garde de son fils.

## Fiche technique
- Titre : Bridget
- Réalisation : Amos Kollek
- Scénario : Amos Kollek
- Musique : Joe Delia
- Photographie : Ed Talavera
- Montage : Jeff Harkavy et Ron Len
- Production : Frédéric Robbes
- Société de production : F.R.P., Cinema Parisien et Eurospace
- Société de distribution : Pyramide Distribution (France)
- Pays :  France,  Japon et  États-Unis
- Genre : drame
- Durée : 90 minutes
- Dates de sortie : 
  -  France : 30 avril 2002

## Distribution
- Anna Thomson : Bridget
- David Wike : Pete
- Lance Reddick : Black
- Julie Hagerty : Julie
- Arthur Storch : Hawk
- Mark Margolis : Slim
- Thom Christopher : Art
- Saul Stein : Dr. Lewis
- Yasha Young : Jetta
- Neal Jones : l'avocat de Hawk
- Stephen Gevedon : Steven
- Alex Feldman : Mayron
- Victor Argo : Grant
- Hugo Herbert Thomson : Clarence
- Hezi Saddik : Mohammed
- Roni Knafo : Hassan

## Distinctions
Le film a été présenté en sélection officielle en compétition lors de Berlinale 2002.